# J. F. Cameron
John Forbes Cameron (Tháng 7 năm 1873 – 21 tháng 3 năm 1952) Scotland là một nhà toán học, học giả và nhà quản trị học thuật. Ông là hiệu trưởng của Đại học Gonville và Caius, Cambridge từ năm 1928 để năm 1948 và là Phó chủ tịch của trường Đại học Cambridge từ năm 1933 để năm 1935.